# گورکم ساغلام
گورکم ساغلام (انگلیسی: Görkem Sağlam؛ زادهٔ ۱۱ آوریل ۱۹۹۸) بازیکن فوتبال اهل آلمان است.
از باشگاه‌هایی که در آن بازی کرده‌است می‌توان به باشگاه فوتبال بوخوم اشاره کرد.
وی همچنین در تیم‌های ملی فوتبال جوانان آلمان، Germany national under-16 football team، جوانان آلمان، جوانان آلمان، جوانان آلمان، و زیر ۲۰ سال آلمان بازی کرده‌است.